# Casalvecchio Siculo
Casalvecchio Siculo là một đô thị ở tỉnh Messina trong vùng Sicilia của Italia, có vị trí cách khoảng 170 km về phía đông của Palermo và vào khoảng 35 km về phía tây nam của Messina. Tại thời điểm ngày 31 tháng 12 năm 2004, đô thị này có dân số 1.074 người và diện tích là 33,4 km².
Casalvecchio Siculo giáp các đô thị: Antillo, Castroreale, Forza d'Agrò, Furci Siculo, Limina, Sant'Alessio Siculo, Santa Lucia del Mela, Santa Teresa di Riva, Savoca.